# ネットハイ
『ネットハイ』（NET HIGH）は、マーベラスより2015年11月26日に発売されたPlayStation Vita用ゲームソフト。

## 概要
マーベラスの新規IPによるアドベンチャーゲーム。
大きな特徴として昨今のネットコミュニティをカリカチュアしている点があり、所謂「リア充」と呼ばれる人間が特権階級と化した一種のディストピア世界観が描かれている。
また、実在するSNSや動画投稿サイトをモデルにした要素も数多く登場する。
本作では、ネットでよく見かけるような用語が常時多用されるため、プレイにはその辺りの知識とそれを許容できるかが重要。
ゲーム開始時はランダムで各キャラクタによる「レッツ、炎上！」の掛け声が入る。
なお、本作はメーカーからネタバレは控えるように通達されているので、このページでもそれに従い「真実の姿（後述）」やその本名の開示などは行わないものとする。

## ストーリー
「ネオ・コミュニケーション法」の施行によって、一部のリア充ばかりが利益が独占する超格差社会となった近未来の日本。
非リア充の主人公・「俺氏」はそんな世の中に息苦しさを感じつつも何とか生活していた。
ある時、捨て猫を気にする「あの子」と出会い、彼女の代わりに猫を動物病院に連れていったのをきっかけに、「あの子」のツイイッターを閲覧するのを楽しみにしていた。
しかし、捨て猫の里親が見つかった報告しようと逡巡していた矢先、突如スマホに謎の美少女「MC」が出現してENJバトル開催を告げる。
「あの子」もその無慈悲なバトルに巻き込まれ、瞬く間にフォロワーが0となりその存在や人権を抹消されてしまう。
あまりの世界の激変とあの子の惨状から家に引きこもって数日、何者かから超高性能ウェアラブル端末「MEGA-NEXUS」が届けられる。
MEGA-NEXUSの機能で活動的になった流れでFランク王者「Mr.エリート」に戦いを挑まれたことをきっかけに、インターネットに蔓延る自称・リア充達の化けの皮を剥がすべく、炎上バトルに身を投じる。

## 登場人物

### メインキャラクター
俺氏
リア充ランク：G
キャッチコピー：人類史上最強の非リア充
声 - 石川界人
本作の主人公。作中で二度ある名称登録の際に「俺」としか名乗っていないのでこのように登録されている。ただし、実際に呼ばれることはない。「どこにでもいて、どこにもいない。そして誰でもない『俺』という存在」という意味でもある。
貧乏・オタク・気弱・目を見て話せない・体力なし・フリーターと言う典型的な「非リア充」。女性相手だとことさらまともに喋れない。頭と口は意外と回る他、顔は悪くない。フォロワー数はわずか4人(内一人は母親)。
作中では、残念な行動をとるとテロップによるフォロー(？)や突っ込みが入る。
バイトに勤しみつつ「あの子」という少女を応援していたが、ENJバトルによってあの子とコンタクト不能になる。その惨状に怒りを燃やしつつもどうにかしようとする勇気を持てずにいたところ、超高性能ウェアラブル端末「MEGA-NEXUS(通称：メガネ)」を偶然手に入れたことからリア充達と戦うべく立ち上がる。
メガネを装着することで内蔵されたPositive.Active.System(略して『PAS』)というシステムによってポジティブ且つアクティブになる。しかし、メガネを外したり充電切れになるとPASの効果が切れ、ハイテンションだった自分を後悔したりする。ちなみに、PASが有効になっているか否かで俺氏のメッセージウィンドウの色などが変化する。ENJバトルではPASに頼っているため、機能停止してしまうと一転不利になる。しかし、終盤にて実は初起動前に零したカップ麺の汁が原因で壊れていたことが判明。以降は、雰囲気としてPASの起動（と性格切り替え）を行うようになる。
メガネを装着するようになってからPAS抜きでも女性とちゃんと話せたりなど比較的前向きになっている。
シル
キャッチコピー：人類史上最高のポンコツ
声 - 内田真礼
俺氏のパートナーである、「メガネ」に搭載されたナビゲーション用人工知能。Siriとは無関係。通称は「ナビ子」だが、そう呼ぶと怒る。
非リア充を更生するために開発されたとのことだが、その機能はむしろENJバトルで相手を炎上させるための機能が多い。さらに、明らかに違法と言える機能さえ搭載している。
キャッチコピーは「ポンコツ」だが、人工知能とは思えないほど感情豊かだったりと性能自体はハイスペック。驚くと「んまっ！」と叫ぶ。
メガネ非着用時やネットにアクセスする時はスマホなどに自身をダウンロードして活動する。しかし、この状態になっている機器はシルにシステムが依存するようになり、彼女を介さないと機器そのものが操作不可能になる（シルがスリープしていても同様）。
その姿はメガネに投影される映像でしかなく、周囲の人はその存在すらほとんど知らないため、メガネを通じてシルと会話中の俺氏は独り言を呟いているようにしか見えない。ただし、何故かMCには見えている他、スマホなどにダウンロードすれば他人に見せることは可能。
俺氏を「マスター」と呼ぶが、敬意はあまり見せず度々暴言を吐く。さらには俺氏のアカウントを勝手に使って通話を始めとしたスマホの操作や銀行へのアクセスまで可能で、乗り気でない俺氏を脅迫することさえある。一方で、俺氏が他の女性キャラにデレデレしたりするとマシンガンのごとく罵声を浴びせ、一緒に映画館に行った際はデートのようだと喜ぶなど、彼に対する好意度は非常に高い。
俺氏がマスターに選ばれたのには単純に非リア充である以外にも理由があるようだが、前述のラーメン汁のトラブルでその情報は失われてしまった。残った記憶によると、「お礼というか頑張ったご褒美というか」とのこと。
その正体は、MCと融合しているある人物の意識の一部が何らかのきっかけで分離してしまったもの。あえていうなら好奇心や自意識と言える部分が抜け落ちたものであり、作中彼女が興味を示すものは元となった人物が興味を抱いていたものである。また、彼女の名前はそんな在り様や願望を示したものとなっている。

### リア充
Mr.エリート
リア充ランク：F
キャッチコピー：人生無敗の勝ち組
声 - 杉田智和
「超一流」を名乗るサングラスをかけた青年。あらゆる言動に超一流という言葉を付ける、非常に厭味ったらしい人物。緑のストール・色付きサングラス・ワインが特徴。
気障な言動が特徴的だが、牛丼の話題となると目の色が変わる。
実は俺氏が好きなアニメのファンであり、ENJバトル後はそれを通じて親友となる。お互い友人と言える人間がいなかったせいで付き合い方が不器用で、一名を除いて「気持ち悪い」と不評。
部下子
リア充ランク：F
キャッチコピー：意識の高すぎる女
声 - 潘めぐみ
Mr.エリートのパートナー。Mr.エリートを王子と呼んで心酔しており、度々持ち上げる。論争時は「意識高い系」と呼ばれる人に見られる、無駄に横文字を多用する喋り方をする。
エリートとともに起業することを夢見て、某所で働いている。が、無能なバイトのせいで頭を痛めているなど、苦労しているようである。
hime
リア充ランク：E
キャッチコピー：リアルプリンセス
声 - 村川梨衣
カリスマヌーチューバーである異国「ブリュンヒルデ公国」の姫。少女漫画のような瞳が特徴的。おかしな日本語を使う。国旗・杖・ティアラ・ポーチが特徴的。専ら新発売のお菓子を実食して感想を述べるというものだが、出来は微妙で、姫という肩書による補正が大きい。男性からの人気が高く、恋人が彼女の追っかけになって振られてしまった女性もいる。
気に入らないことがあるとツイイッター上で愚痴って、自分を信望する男性たちに報復させるという非常に悪質な行為を行っている。また、裏では奪った他人の恋人をコレクションしているなどの噂もある。
実はその肩書に疲れているのに加え、菓子を食べるのもそこまで好きではないため、自分を負かしてくれた俺氏には感謝している。ただ、素直になれないツンデレ気質。
セバスチャン
リア充ランク：E
キャッチコピー：無個性執事
声 - 酒巻光宏
himeのパートナー。特徴なし、まともな絵もなしの老執事。
なお、本作ではモブキャラは基本的に交通標識のような平面的な姿で描かれる(CGであっても同様)。
非常に頭の回転が速く、彼が耳打ちすることで悪化した状況を打破されることが複数回ある。
昏71（クレナイ）
リア充ランク：D
キャッチコピー：完全無欠の歌姫
声 - 諏訪彩花
歌ロイド(所謂「ボーカロイド」)のキャラクター。つまりは実在の人物ではない。バイザーが特徴的な他、キャラであるためかかなり大胆な格好となっている。
歌ロイドというリアクションも何もないボットのため、揚げ足を取ることくらいしか手段のない俺氏の天敵ともいえる存在。しかし、シルとの掛け合いを見て笑ってしまったことで実は人間だということが露見。以降は黒幕たる大洋Pが相手となる。
なお、昏71はNEXUSがかつて開発していたAIプログラムがベースとなっているものだが、市場には一切流れていない。それが、都市伝説で「ごく少数だけ存在している」という噂になった。
本来の彼女は高校生程度なのだが、彼女の生い立ちゆえか下手をすれば小学生かと思えるほど幼い思考の持ち主。一方で、「男の秘密」については妙に知っている。
大洋P（オーシャンピー）
リア充ランク：D
キャッチコピー：オシャンティーP
声 - 玄田哲章
昏71のパートナー。歌ロイドの曲を配信する。ちなみに、Pとは「プロデューサー」の略で、ネットでは某ゲームのプレイヤーや動画サイトの投稿者などを指す。
昏71のライブで消費者金融のチラシを配ったり非常に阿漕なグッズ販売をしたりなど、黒いバックを予感させる人物。一方で、家族に対しては過保護だったりもする。
逢坂 真愛
リア充ランク：C
キャッチコピー：愛の伝道師
声 - 加隈亜衣
日焼け・アクセサリ・サングラスとテンプレのようなギャル。しかし、自伝(説明書曰く「自伝的エッセイ風小説」とのこと)は大ベストセラーとなっている。褐色の肌・コーヒー・バッグ・ポーチが特徴的。なお、自分の名前に何かしらこだわりがあるのか、彼女だけ普通に本名である。
彼女の自伝は、読んだ女性たちが非常にわがままになってしまうという強力な影響力を持っている。NEXUSと協力関係にありグッズ販売やメディア展開などを任せているのだが、杜撰なグッズや広告があまりに露骨な上に原作無視な映画など、その内容は酷いの一言である。
実はある意味で俺氏の同類であるためか、女性メンバーの中では比較的素直に親しげな様子を見せる。
甲斐亜 輝
リア充ランク：C
キャッチコピー：ストリートで最も輝く男
声 - 中島ヨシキ
真愛のパートナー。セバスチャン同様のモブビジュアル。誰よりもチャラいと噂される。
グッド・L・ガイ
リア充ランク：B
キャッチコピー：今世紀最高のイケメン
声 - 木村良平
俳優・モデル・アーティストと三足の草鞋を履きこなす芸能人。そしてプレイボーイ。通称「GLG」。立ち絵は何故か半裸で、ローライズズボン・ドリンク缶が特徴的。
実は俺氏の小学生時代のクラスメイトであり、当時の親友。俺氏のコミュ障の原因となった事件で彼を唯一かばってくれた。以降は少しずつ疎遠になっていったが、お互い記憶には残っていた。
アイドルとしてのスペックは高いのだが、その人気に性格面が追いついていない。結果、ライブ中止に伴うファンの暴走を引き起こし、それまで所属していたグループを脱退することとなった。
女ヶ沢 優子
リア充ランク：B
キャッチコピー：命懸けの超実力派女優
声 - 山崎はるか
グッド・L・ガイのパートナー。ただし、GLGとは映画で共演予定なだけという非常に薄い関係で、パートナーというのも便宜上なので本人にとっては不本意。若手ながら「比類がない」と言われるほどの舞台経験を積んだ叩き上げ。
基本的に芝居と関係がないことには無関心であるが、性格の切り替えが激しい俺氏のことは個人的に興味がある様子。
プレジデント・シュバインシュタイガー
リア充ランク：A
キャッチコピー：唯一無二の代表取締役
声 - 平川大輔
世界的IT企業「NEXUS」のCEO。通称は「シュバイニー」。取引相手すら巻き込む圧倒的カリスマとプレゼン能力を持つ支配者。傍らには黒豹がスタンバイしている。MEGA-NEXUSとの関係は不明。
社名が示す通りメガネの開発元であり、彼らは俺氏が築き上げてきた実績を利用して量産型メガネであるMk.IIを流行させた。さらに、とある事情で傷心の俺氏と共謀して大量のフォロワーによる権限を以てMCを封印、今度は逆に無個性を徹底するデストピアを形成した。なお、俺氏のメガネはプロトタイプなのだが、それがなぜ彼の手元にあるのかはシュバイニーも知らなかった。
実は傀儡社長であり、業務時間中はずっとゲームをやっているだけで、実務は全て幹部が行っている。俺氏とは直接面識はないが、意外な繋がりが存在している。
エージェント・トミー
リア充ランク：A
キャッチコピー：神出鬼没の美人秘書
声 - 内山夕実
シュバインシュタイガーのパートナー兼秘書。障害は容赦なく排除し、スケジュールを的確にこなす。シュバインシュタイガー相手であっても例外はない。
実はとある人物の命令で動いており、社内のデータを盗み出したりしている。
頭の固い性格であるが結婚願望があるなど女性らしい一面も。ただし、常識に欠けている所があるのであまりうまく行っていないようである。
KING
キャッチコピー：キングオブリア充
リア充ランク：KING
声 - 檜山修之
黄金の鎧に身を包んだ、全てのリア充の頂点に立つ男。一人称は「余」。鎧の他、大きな剣・金のイス・真っ赤なマントが特徴的。
フォロワー数53億という尋常ならざるリア充である。なお、(元)2位は30億人だったので、そのフォロワー数は圧倒的と言える。
その桁違いのフォロワーの根源は、彼の父親がツイイッター開発者と友人だったよしみで得た最初のアカウント所持者であったため。結果、サービス開始時に既にアカウントを所持していた彼にフォロワーが集中したのだった。
実は「あの子」とはリアルで知り合いであり、婚約者であるという。一方で、とある理由で窮地にある彼女の救出に消極的であるという不自然な様子を見せている。
KINGという立場、恵まれた環境、俺氏が助けようとしている女性の婚約者、という正に「主人公」と言わんばかりのステータスの持ち主であり、終盤対戦した際は手も足も出ずにフォロワーの大半を奪い取られてしまう結果となる。しかし、その完璧すぎる主人公らしさを、逆に俺氏に利用されて同じ舞台に立たれることとなった。
コーデリア / ゴネリル / リーガン
リア充ランク：A
キャッチコピー：リア充の側近
声 - 矢野亜沙美
三つ子の姉妹。性格はバラバラだが、顔と好きなもの(＝KING)は同じ。
あまり頭はよろしくなく、KINGにとって不都合なことをばらしてしまったりしている。

### その他
マスターオブセレモニー
キャッチコピー：絶対的司会者
声 - ゆかな
「ENJバトル」の司会を務める謎の女。通称は「MC」で、本名(？)よりもこちらで呼ばれることがほとんど。度々MCに適当な意味を当てはめる。かなり露出の多い恰好をしている。口調はやや尊大。
好き勝手に喋り、盛り上げるためには司会者権限で無理も押し通すし手の平を容易に翻す。だからこそ、ENJバトルにおいては純粋な敵ではない。
バトルの気配があると仮面女子(実在のアイドルグループ)を伴ってどこからともなく出現し、「人生に刺激と喜びを！世界に混乱と激動を！さあ、儀式をはじめよう！レェッツ、エンジョォーイ！」という掛け声とともにバトルパートに移る。
その正体は、とある人物の潜在意識が「ENJシステム（後述）」と一体化して生まれた存在。人々に喜びを齎すことを自分の意義としている。本作開始時点ではまともに稼働していたが、何らかのきっかけでシルが分離したことでタガが外れ、他者を踏みにじることこそを人々の喜びととらえ、ENJバトルを仕掛けるようになった。また、理由は不明だがあの子のことを嫌っている様子。
あの子をランクZに追い込んだことで俺氏に敵意を抱かれていたが、度重なる戦いを経て腐れ縁のような妙な絆を持つようになっており、多少なりとも好意を抱いている様子も見せている。
あの子
リア充ランク：Z
キャッチコピー：普通平凡な女の子
声 - 上田麗奈
アカウント名が「anoko」なので、通称ではない（本名でもない）。捨て猫を見捨てておけない優しい性格。そのリア充オーラは眩しすぎて、俺氏には直視ができない。上着の裾が妙に長い。
キャッチコピーに反して平凡どころか元はKINGに次ぐ2位のランカーだったのだが、ENJバトルを拒否し続けた結果フォロワーを全て奪われてランクZとなってしまい、現在は消息不明。
終盤、その所在や彼女を取り巻く様々な状況について知ることができる。それにあたって、命の危機にさらされていることも判明した。
店長
俺氏のバイト先の店長。リア充ランクは明言されないが、フォロワーの数は100人で非リア充に位置する模様。
低ランク故に日々客に絡まれ、多忙&クレームに悩まされる苦労人。しかし、自分を遥かに下回る俺氏を「まだ未来がある」と励ましたり、ENJバトルによる治安悪化で一時閉店しても住人が困るという理由で運営再開するなど、気は弱いのだが善人。
実は注文を受けたものを調達するという裏の家業を営んでおり、存在するものなら何でも入手してくれる。表の家業のコンビニが色々な目に遭いながらも潰れないのは裏家業のおかげであるらしい。
リア次
キャッチコピー：リア充ネコ？
声 - 雨宮玖二子
本作のマスコットコンビの片割れ（友達ではない）。はっきり言ってしまうとガチャピン。ギザギザの歯という凶悪そうな顔だちながら明るい性格で、彼女がいるらしいリア充。言葉の端々にリア充らしさがにじみ出ているが、誇張はしない。
チュートリアルや合間に挟まれる番外劇場にて、ヒリ也とのアドリブ会話を繰り広げる。アドリブすぎて表示されているテキストに沿っていない場合すらある。
ヒリ也
キャッチコピー：非リア充ネコ？
声 - 松田重治
本作のマスコットコンビの片割れ。口調は紛れもなくムック。マイナス思考な非リア充で、よくリア次に杜撰な対応をされたり勝手に落ち込んだりしている。
基本的にネガティブ且つ無能なために劇場などではろくな目に遭っていないのであるが、彼女に結婚を迫られるリア次に不安をあおるつもりがうっかりアドバイスをしたりなど、根は悪い性格ではない

## ゲームシステム
本作品はゲーム中のSNS「ツイイッター」で情報を収集するアドベンチャーパートと、「ENJバトル」を行うシミュレーションパートで構成される。
アドベンチャーパートで得た論証や、主人公が持つ「メガネ」に搭載されたチートスキルを駆使して「ENJバトル」を有利に進め、リア充たちの正体を暴いていくというのがゲームの基本的な流れとなる。
総合的に、所謂推理アドベンチャーに近いシステムであるが、手に入る情報はゴシップレベルで、端的に見れば言いがかりや揚げ足取りであることが特徴（誤情報の場合もある）。そのため、調査段階では端的に真相は見えても核心まで到達することはほぼ不可能。
ゲームの流れは比較的ダンガンロンパや逆転裁判に近い。
なお、当初キーワードとなる部分には赤字が入って分かりやすくなっていたが、アップデートによる難易度調整でそういったヒントは排除された。

### アドベンチャーパート
概要
基本的にチャプター開始直後からMCによるENJバトル開始宣言が入るまでの範囲にあるパート。
バトル相手と遭遇する事件が発生するまでは、他の人々(主に女性キャラ)との交流が描かれる。
事件発生後はENJバトルで相手を追い詰めるゴシップ情報を集めていく。ただし、基本的に目に留まる情報は噂程度のものばかりであるため、それをある程度価値のある情報へと変えていく必要がある。
調査
各所を回って、情報を集める。全く関係のない情報しか得られない場合も。
基本的に調べられるところを調べ切らないと先に進めないため、ゴシップを見落とすことはない。
ツイイッター
相手もしくは自分のツイイッターを利用して情報を集める。相手のツイイッターを確認する場合、基本的に見るだけである。
自分のツイイッターを利用する場合は「燃料投下ツイイート」となる。得た情報から意味深なコメントや相手を煽るようなコメントを呟くことで意図的に炎上させて注目を集め、モブからのRTから情報を集める。
呟く情報によっては、ただ炎上してフォロワーが去るだけのものや逆にフォロワーが増えるものもある。
導火線インスピレーション
メガネの機能によって、散逸的な情報を連想によって繋げ、新しいゴシップ情報に仕立て上げる。
開始するとテーマとそれに関連するキーワードが表示されるので、それを左スティックなどで選択もしくはタッチする。すると新しいキーワードが表示されていくので、その中から関連していそうなものを同様に選択していく。
最後までつなげることに成功すると、新しいゴシップ情報が手に入る。
ライフログ
生体スキャンをした相手が、その場所で行ったインフラ情報のログを入手する。プライベートも何のそのな機能で、当然違法でありENJバトルのソースとしては使用できない。
雑多な情報(吹き出し)が大量に表示されるので、それらをスワイプもしくはカーソルで選択することで排除し、奥にあるバトル相手に関する赤色のログをタッチできれば完了となる。

### ENJバトルパート
概要
手にいれた情報を元に、バトル相手となるリア充の本性を暴きツイイッターを炎上させるパート。
選択ミスをするとフォロワーが減少し、尽きてしまうとゲームオーバー。バトル中は状況によってもフォロワーの数が増減するが、これはあくまで演出で重要なのは各ゲームの成否である。
リザルトは、何回煽ったか(多い方が高評価)、何回ミスしたか、相手の真の姿をどれほど暴いたか、などによって最大Sランクまでの評価が下される。
アピールタイム
相手が自分がいかにリア充であるかを語ってくるので、任意のタイミングで煽る(Lボタンを押す)ことで相手をムキにし迂闊な一言を引き出し、それを否定する証拠を突き付けることで本性を暴く。
証拠となるゴシップはシルによっていくつかに絞られているので、その中から十字キーで選択してしかるべきタイミングで噛みつく(△ボタンを押す)ことで終了となる。
なお、噛みつくには画面上を流れるコメントをタッチもしくは左スティックでカーソルを接触させることで上昇する「テンション」を消費する必要がある。
基本的な流れは上記の通りだが、煽るだけで終了する場合や議論の発展方向が2通り存在する場合がある。
任意のタイミングで□ボタンを押すことで選択可能なゴシップを確認することができる。また、この確認画面でさらに□ボタンを押すことでシルによるヒントを見ることができる（シルと会話できない場合は不可能）。
民意先導スピーチ
相手のアピールに対し自分の考えを公言し、視聴者にどちらが正しいかを投票させる。このゲームは2段階で進行する。
まず、相手を否定するもしくは場の空気に則ったスピーチを、3つのフレーズを組み合わせて公言する。各フレーズには2～3個の候補があるので、どれが状況的に正しいか判断する必要がある(正論か否かは問題ではない)。
次にそのスピーチに対してどちらが正しいかを「イイネ！」投票してもらう。ただし、視聴者は圧倒的に相手のフォロワーが多いため、画面タップもしくは○ボタン連打でシルに「イイネ」をでっち上げてもらう。
最終的に連打をすることで得票数が相手より多ければ勝利となる。
ねつ造イノベーション
相手の主張に対して、反論となるゴシップを突き付ける。
写真上の怪しいポイントを選択したり選択肢の中から正解を選ぶものもこの範疇となる。
本音シースルー
動揺した相手のバイタルサインを読み取って、心の中を看破する。
ライフログの上級版ともいえるゲームで操作自体は同じであるが、ライフログと違い「禁句」メッセージが存在している。これに触れると大量の吹き出しが展開されてしまうため可能な限り避ける必要があるのだが、大概本音を隠すように出現する。
制限時間内に本音にたどり着くことができれば成功。しかし、やはり決定的な証拠としては使えない。あくまで相手をさらに煽るための情報がメイン。
爆発（エクスプロージョン）
言い逃れ不可能なレベルで嘘を暴くことで、真実の姿(後述)を隠すフィルターを破壊する。これにあたって、視聴者の衝撃を示すコメントが「弾幕」として登場する。
ゲームの内容ではなく演出。中盤から漫然と進めただけでは全て暴けなくなるので、注意が必要である(最高評価を得るには全て暴く必要がある)。
タイム・オブ・エクスプロージョン
本音をほぼ暴かれてもなお認めようとしない相手を追い詰めるために、相手の真実の姿を順番に暴いていく。また、この段階まで追い詰めてもフォロワーは圧倒的に相手が上であり、数に押されて逆転負けしないようにフォロワーを奪い取るという目的もある。
まずテーマが表示され、その回答となる言葉になるように画面上にある字を繋げて言葉にする。途中からはダミーの字も登場するようになる。
すべて正解することで完全勝利となり、大空に打ち上げてリア充を爆発させるという演出が入る。その後、最後の嘘を暴いた姿と本名が晒され、「特定完了」となる。
必殺技による締めともいえるもので、実行時は「さあ、燃料は十分投下された。後はド派手に爆発させるだけだ！タイム・オブ・エクスプロージョン起動！」という掛け声が入る。
チートスキル
テンションを消費して状況を有利に進めるためのスキルを発動する。どの状況で使えるかはスキルによってまちまち。
「チート」と付くのはシルがシステムに干渉してありえない現象(突如相手の目に「提供」の2文字が重なるなど)を発生させているためである。
基本的にスキル名には、「中二」と呼ばれる傾向に見られる、日本語＋合っているような合ってないような横文字のルビという構成になっている。
なお、中盤からは相手もスキルを用いてこちらの邪魔をしてくるようになるので注意が必要。

### その他
リア充体験
バトル相手遭遇前に行われるサブイベント。なので、攻略に直接関係はしない。スキップ可能。イベント内容によっては、発生に後述のプレゼントが必要な場合がある。
女性キャラと会話し、表示される選択肢を正しく選ぶことで親密になっていく(俺氏にその意図はなかったりするが)。なお、この際所謂「ヌルヌル動く」と評される2Dアニメーションで女性キャラが動く。
親密になると、新しいチートスキルが使用可能となる。
また、親密になると「ふれあい可能」と表示され、女性キャラにタッチして好感度を上げるモードに切り替わる。適度に許されそうな場所を触って、右上のパーセンテージを100に出来れば終了となる。
Tips
作中で時折表示される豆知識。しかし、かなり非リア充目線に偏っている上に豆知識や解説になってすらいないものも多数。
一度見たものは後で確認が可能。
プレゼント
チャプタークリア時の評価に応じてメールに添付されてくるアイテム。
使用してなくなるということはなく、リア充体験時に特定のタイミングで特定のアイテムを持っていればイベントが進行する。
チャプターセレクト
データロード時、セーブ地点から再開する以外にもクリア済みのチャプターを導入部・調査・ENJバトル・バトル後のいずれかから開始可能。ENJバトルが前半・後半とある場合、そのどちらも選択できる。
チャプターセレクトをした場合、リア充体験の進行状況やチートスキル・アイテムの取得状況などは維持されるが、元のセーブ地点から再開することはできない。

## 用語
ネオ・コミュニケーション法
「積極的なコミュニケーションにより、人間の幸福度を増やす」という考えのもとに生み出された法律。所謂「リア充」として生きることを義務付ける。専用スマホが支給され、政府公式ツイイッターへの加入が必須となる。
現実には一部のリア充が富と名声(フォロワー)を独占する超格差社会を生み出してしまっている。
元々後述のランキングによって特別手当が出されたりしたのだが、ENJバトル導入後は未加入者や下位ランク(特にGランク)は公共機関の利用すら不可能になるという悲惨な扱いを受けるようになった。Gが非リア充という隷属階級という話であるが、実はFも電車に乗れないなど結構な扱いである（Gは自転車も不可）。
ツイイッター
政府公認のSNS。フォロワー数が後述のランキングにそのまま反映される。モチーフはツイッターだが、由来は「つい言った」とのこと。
リア充ランキング
SNSにおけるフォロワー数ランキングで、ランクによりA～Gまで格付けされる。ランキング下位の者は上位の者には逆らえない。進学・就職にどの程度関与するかは不明。
また、フォロワーが0人となるとランクG以下の「ランクZ」となり、人権・名前・アカウントが剥奪される。詳細は不明だが、顔も奪われるという。
ランクZから脱するにはフォロワーを1人でも得る必要があるが、全てのインフラが使用不可能になっている上にツイイートすら利用できないなため、足で探して直接話しかけないといけない。
無惨な表情で縋りつくように方々を彷徨う有様とランクのZから、「ゾンビアカウント」と呼ばれる。
後に、実はZになった人間はツイイッター利用者から認識されなくなるということが判明した（利用を放棄すれば見えるようになる）。
ニヨニヨ動画
「ENJバトル」をはじめとした様々なコンテンツを配信している動画投稿サイト。某動画サイト同様、画面右から左に向かって視聴者のコメントが流れる。
ENJ（エンジョイ）バトル
ニヨニヨ動画において大人気コンテンツとなっている生放送の公開討論番組。証拠を提示する場合、公式のツイイッターやクラウドストレージなどのソースを必要とする。
ランキング下位の者が上位の者へ挑戦できる唯一の手段であり、バトルに勝利すれば相手のフォロワーを好きなだけ奪うことが可能。
建前としては下位ランキングのものが上位に成り上がるために下克上を可能とするというものだが、実情はお互いのプライベートの暴露や揚げ足取りによる罵詈雑言が飛び交う貶し合いという、悲惨な有様。
下剋上としても、フォロワー数の多い人物は多少の迂闊な発言も多めに見られるため、むしろ上位に逆らうものに対する公開処刑に近い。結果、元々新法で淀んでいた空気はさらに悪化した。
真実の姿
本作の世界は、あまりに現実がネット社会と密接になったことでリアルとネットの境界が曖昧になってしまっている。
そのため、作中では見栄や嘘によって作り上げられた虚像が現実世界でもその人物の外見と認識される。メガネと性格以外特に隠していない俺氏はよく見れば気づかれる。
例えば、「小物入れから有り得ないほど大量のものを取り出す」といったことがある。これはもっと容量の大きいものから出しているはずなのだが、虚像によってそれが小物入れからに見えているからである。
そういった虚構によるフィルターを、元となる嘘を暴くことによって剥ぎ取った姿が真実の姿である。虚構の姿と真の姿は完全に分断されて描かれ、現実世界で対面しているにも拘らずパートナーでさえ何者であるかは全く気付いていない場合がある。
なお、ENJバトルで真実の姿をどれほど暴いたかは、そのキャラの後の立ち絵にある程度影響する。
ENJシステム
NEXUS主導で進められていた、都市開発計画の要。「ENGAGE」「NATION」「JOYFUL」の3つのAIによって人々を幸福に導くという目的で開発された。
ENGAGEはネット上に溢れるあらゆる情報を統合する集合知、JOYFULは人々を幸福に導く主導者、という役割を与えられていたが、それに拮抗するNATIONの開発が進まず、止むを得ず「究極のアナログ知性」として一人の人間の意識を使うこととなった。
しかし、NATIONに繋がれた人物の精神面の問題のせいか、その人物の意識は肉体を離れてENJシステムに取り込まれてしまう（時間にして、作中の半年前）。しかし、完全に意識が消滅したわけではなく、ENJシステムを逆に利用して間接的に世界に関与していた。俺氏にメガネを送り付けたのもこの人物であるが、本人・MC・シルのどれの意志なのかは不明。
後に意識不明から回復するも、MC・シル双方の人格は未だ存在しており、勝手に表面化して来たりしている。